# Fritz Soot

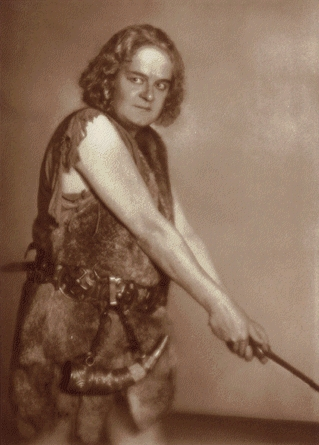
Fritz Soot als Siegfried, Fotografie von Nicola Perscheid

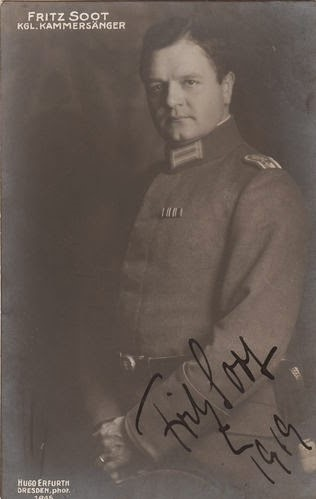
Hugo Erfurth: Fritz Soot (1919)

Friedrich Wilhelm Soot (* 20. August 1878 in Wellesweiler; † 9. Juni 1965 in Berlin) war ein deutscher Opernsänger (Tenor).

## Leben
Soot wurde schon früh Mitglied des Ensembles am Großherzoglichen Hoftheater in Karlsruhe. Parallel dazu studierte er zwischen 1900 und 1907 Gesang und konnte 1908 in der Rolle des Tonio offiziell debütieren. 1909 wirkte er auch bei der aufsehenerregenden Uraufführung von Richard Strauss’ Elektra an der Dresdner Hofoper mit. 1911 kreierte er die Partie des italienischen Sängers bei der Uraufführung des "Rosenkavalier" von Richard Strauss.
Soot war Soldat im Ersten Weltkrieg und wurde danach am Staatstheater Stuttgart engagiert. Dort konnte er sich mit der Zeit einen Namen als Richard-Wagner-Interpret machen. Zwischen 1922 und 1944 galt Soot als „Star“ der Berliner Staatsoper. Parallel dazu hatte er zwischen 1924 und 1931 regelmäßige Auftritte bei den Sommer-Festspielen von Zoppot.
Im Winter 1924/25 absolvierte Soot ein überaus erfolgreiches Gastspiel am Covent Garden Theatre in London. 1935 holte man ihn als „Direktor des künstlerischen Betriebsbüros“ an die Staatsoper nach Berlin. 1941 wirkte er in dem Zarah-Leander-Film Der Weg ins Freie als „Sänger bei der Probe“ (Zarah Leander spielte eine Opernsängern) mit.
Nach dem Zweiten Weltkrieg trat Soot von 1946 bis 1952 wieder als Sänger auf, konnte aber an seine früheren Erfolge nicht mehr ganz anknüpfen.
Im Winter 1952/53 gab Soot seine Abschiedsvorstellung und zog sich aus der Öffentlichkeit zurück. Zehn Wochen vor seinem 87. Geburtstag starb Fritz Soot am 9. Juni 1965 in Berlin und fand dort auch seine letzte Ruhestätte.

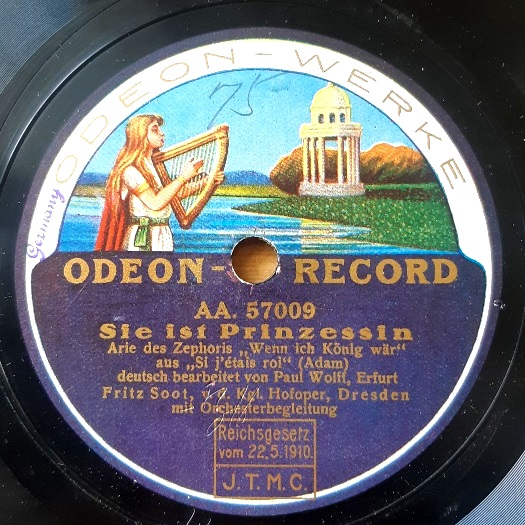
Schallplatte von Fritz Soot (Berlin 1911)

Fritz Soot hinterließ Schallplatten für Odeon (Berlin 1911 und 1922–23), Pathé (Dresden 1912) und Grammophon (Berlin 1923–28).

## Rollen (Auswahl)
- Tonio – Die Regimentstochter (Gaetano Donizetti)
- Mephistofeles – Doktor Faust (Ferruccio Busoni)
- Diener – Elektra (Richard Strauss)
- Tambourmajor – Wozzeck (Alban Berg)
- Asmodi – Das Herz (Hans Pfitzner)
- Hoffmann – Hoffmanns Erzählungen (Jacques Offenbach)
- Sprecher des Totengerichts – Die Verurteilung des Lukullus (Paul Dessau)